# 大宮神社 (千葉市)
大宮神社（おおみやじんじゃ）は、千葉県千葉市若葉区大宮町にある神社。旧社格は村社。

## 由緒
近隣の栄福寺の寺伝によると、千葉常重が千葉城に館を構えた1126年から4年後の1130年、家臣の坂尾五郎治（さんごのごろうじ）が旧長峰村三角山に妙見を奉祀し、翌1131年5月22日に北斗山金剛授寺ならびに大宮権現（現大宮神社）を建立したとされる。ただし、境内の由緒書によれば、創建年代は不詳となっている。
境内の狛犬に「文化5年」、手洗い石に「寛政11年」、境内碑に「宝永4年」「宝暦4年」などと書かれていることから、江戸時代の1707年以前からこの地に鎮座していたことは明らかである。
棟札に｢中興寛永四年(1627)卯二月二十六日社殿再建｣とある。
祭神は、天鈿女命、伊弉冉尊、伊弉諾尊、大山咋命、玉依姫命ほか9柱。

## 交通
千葉駅から千葉中央バス 千城局経由大宮団地行き「千城局」下車